# Богаевский, Пётр Михайлович
Пётр Миха́йлович Богае́вский  (1866—1929) — российский этнограф, профессор государственного права Томского университета.

## Биография
Происходил из дворян Богаевских; родился 23 августа 1866 года.
В 1885 году окончил 3-ю Московскую гимназию. После окончания в 1891 году юридического факультета Московского университета был оставлен профессором Л. А. Комаровским по кафедре международного права. В 1901—1903 годах находился за границей, преимущественно в Швейцарии, работая в архивах Общества Красного Креста. Магистрант (1905), впоследствии (1913) — доктор международного права; в периоды 1904—1906 и 1908—1912 годы — приват-доцент Томского университета (в 1906—1908 годы он был директором Петровско-Александровского пансиона-приюта в Москве и приват-доцентом Московского университета), с 13 октября 1912 года — профессор Императорского университета Святого Владимира в Киеве. В 1918 году стал одним из создателей Киевского Ближневосточного института, а позже его ректором.
В эмиграции П. М. Богаевский — с 1920 года; выехав из Одессы в Болгарию, он занял кафедру международного права Софийского университета и стал директором Ближневосточного института.

В Болгарии им было издано значительное количество научных трудов. На русском языке были напечатаны: «Кючук-Кайнарджинский мир и его значение» (София, 1921) — юбилейный сборник в честь С. С. Бобчева; «Международное право. Лекции» (София, 1925); «Ещё к вопросу о якобы международных отношениях между Москвою и Малороссией». 

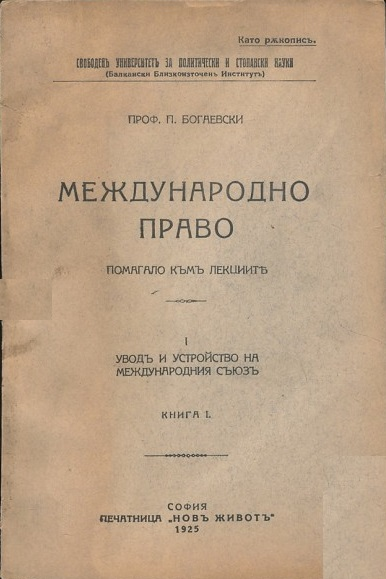
«Международное право. Лекции» (София, 1925)

Помимо преподавания международного права П. М. Богаевский вёл активную лекционную деятельность: так, 19 апреля 1922 года в г. Тырново-Сеймен перед слушателями Кубанского военного училища им была прочитана лекция «Народы России и её единство». Его общественно-политическая деятельность была неоднозначна, что находило своё отражение на страницах эмигрантских газет.
Умер в Софии 29 января 1929 года.